# Суетин, Михаил Сергеевич
Михаил Сергеевич Суетин (20 ноября 1906 — 10 сентября 1986) — советский партийный и государственный деятель, первый секретарь Удмуртской АССР (1950—1957), участник Великой Отечественной войны, подполковник.

## Биография
Родился в г. Брянск Орловской губернии Российской империи. С 1922 года работал модельщиком Брянского завода «Арсенал». В 1925 году вступил в ВКП(б). В 1927 году поступил на учёбу в Ленинградский политехнический институт, который был разделен в 1930 году на ряд отраслевых ВУЗов, в связи с чем в 1933 году Суетин получил диплом Ленинградского машиностроительного института, после чего работал редактором районной газеты в Ленинградской области. С 1938 года первый секретарь Псковского районного комитета ВКП(б) в Ленинградской области. В 1939—1940 годы он руководил отделом сельского хозяйства Ленинградского областного комитета ВКП(б). С 1940 г. слушатель Высшей школы партийных организаторов при ЦК ВКП(б), после окончания которой был ответственным организатором организационного отдела инструктора ЦК ВКП(б). С 1942 г. третий секретарь Башкирского областного комитета ВКП(б). С 1943 г. третий секретарь Орловского областного комитета ВКП(б). С 1944 г. второй секретарь Брянского областного комитета ВКП(б). С 1947 г. председатель Совета по делам Колхозов при Совете Министров СССР по Воронежской области. С января 1949 г. второй секретарь Воронежского областного комитета ВКП(б). С 25 сентября 1950 г. по 23 января 1957 г. первый секретарем Удмуртского областного комитета ВКП(б)/КПСС. По указанию Н. С. Хрущёва проводил изменения в сельском хозяйстве, повсеместно сеяли кукурузу, увеличивали поголовье свиней. При Суетине  были открыты два высших учебных заведения: механический и сельскохозяйственный институт. За упущения в сельском хозяйстве Суетин был освобожден от должности. С 14 октября 1952 г. по 17 октября 1961 г. член Центральной Ревизионной Комиссии КПСС. В 1956—1957 годах слушатель курсов при ЦК КПСС. С 1958 г. по декабрь 1963 г. второй секретарь Красноярского областного комитета КПСС. С января 1963 г. председатель Комитета партийно-государственного контроля Красноярского краевого комитета КПСС и исполнительного комитета Красноярского краевого Совета депутатов трудящихся. Одновременно, заместитель председателя Исполнительного комитета Красноярского краевого Совета депутатов трудящихся и секретарь Красноярского краевого комитета КПСС. С декабря 1964 г. заместитель, затем первый заместитель председателя Исполнительного комитета Красноярского краевого Совета депутатов трудящихся. Потом на пенсии. Умер 10 сентября 1986 г. в Красноярске. Похоронен на Бадалыкском кладбище. Депутат Верховного Совета РСФСР 3-го (1951—1955), 5-го (1959—1963) и 7-го (1967—1971) созывов. Депутат Верховного Совета СССР 4-го созыва, который был избран 14 марта 1954, заседал с 1954 по 1958 годы. Избирался делегатом XIX съезда КПСС, который проходил в Москве с 5 по 14 октября 1952 года, а также XX съезда КПСС, состоявшегося в Москве 14—25 февраля 1956 года.

## Воинские звания
Подполковник

## Награды
Орден Ленина;
Орден Трудового Красного Знамени;
Орден «Знак Почёта» (25.08.1971);
Медаль «За трудовую доблесть»
и другие медали.